# نوروله علیا
روستای نوروله علیا، روستایی کوه‌پایه‌ای، خوش آب و هوا و مشرف بر روستاهای اطراف از توابع بخش مرکزی شهرستان روانسر در استان کرمانشاه ایران است که ساکنان آن با دو لهجه کوردی کلهری و جافی تکلم و در دو مذهب تشیع و تسنن در کنار همدیگر در این روستا زندگی می‌کنند.

## جمعیت
این روستا در دهستان زالوآب قرار دارد و براساس سرشماری مرکز آمار ایران در سال ۱۳۸۵، جمعیت آن ۲۳۶ نفر (۴۱خانوار) بوده است. طبق آمار غیررسمی در سال ۱۴۰۱ تعداد خانوار این روستا از ۹۰ خانوار هم تجاوز کرده است.